# Wereldkampioenschap cricket 1999
Het wereldkampioenschap cricket 1999 was het zevende wereldkampioenschap cricket. Het toernooi werd van 14 mei tot en met 20 juni officieel in Engeland gespeeld, maar er werden ook wedstrijden in Schotland, Ierland en Nederland georganiseerd.
Er werd weer volgens een nieuw systeem gespeeld. Er werden 2 groepen met 6 teams gemaakt, waarbij de beste drie per groep doorgingen naar de tweede ronde (Super Six). De beste vier gingen vervolgens door naar de halve finale.
- Groep A: India, Engeland, Zimbabwe, Zuid-Afrika, Kenia en Zimbabwe
- Groep B: Australië, Pakistan, Nieuw-Zeeland, Bangladesh, West-Indië en Schotland.

Op 26 mei 1999 werd in Amstelveen de wedstrijd tussen Kenia en Zuid-Afrika gespeeld. Het was de enige wedstrijd tijdens dat toernooi in Nederland. Nederland plaatste zich niet voor het WK.
Australië won het toernooi door op Lord's cricket ground te Londen Pakistan met 8 wickets te verslaan. Nieuw-Zeeland werd 3e en Zuid-Afrika werd 4e.

## Eerste ronde

### Groep A
| Team        | Pnt | Wd | W | V | NR | T | NRR   | PCF |
| ----------- | --- | -- | - | - | -- | - | ----- | --- |
| Zuid-Afrika | 8   | 5  | 4 | 1 | 0  | 0 | 0.86  | 2   |
| India       | 6   | 5  | 3 | 2 | 0  | 0 | 1.28  | 0   |
| Zimbabwe    | 6   | 5  | 3 | 2 | 0  | 0 | 0.02  | 4   |
| Engeland    | 6   | 5  | 3 | 2 | 0  | 0 | -0.33 | N/A |
| Sri Lanka   | 4   | 5  | 2 | 3 | 0  | 0 | -0.81 | N/A |
| Kenia       | 0   | 5  | 0 | 5 | 0  | 0 | -1.20 | N/A |

| 14-05-1999    | Sri Lanka 204ao (48.4 ov.) | Engeland 207/2 (46.5 ov.)    | Engeland wint met 8 wickets    | Lord's, Londen, Engeland                  |
| 15-05-1999    | India 253/5 (50 ov.)       | Zuid-Afrika 254/6 (47.2 ov.) | Zuid-Afrika wint met 6 wickets | Hove, Brighton, Engeland                  |
| 15-05-1999    | Kenia 229/7 (50 ov.)       | Zimbabwe 231/5 (41 ov.)      | Zimbabwe wint met 5 wickets    | Taunton, Taunton, Engeland                |
| 18-05-1999    | Kenia 203ao (49.4 ov.)     | Engeland 204/1 (39 ov.)      | Engeland wint met 9 wickets    | St Lawrence Ground, Canterbury, Engeland  |
| 19-05-1999    | Zimbabwe 252/9 (50 ov.)    | India 249ao (45 ov.)         | Zimbabwe wint met 3 runs       | Grace Road, Leicester, Engeland           |
| 19-05-1999    | Zuid-Afrika 199/9 (50 ov.) | Sri Lanka 110ao (35.2 ov.)   | Zuid-Afrikan wint met 89 runs  | Northampton, Northampton, Engeland        |
| 22-05-1999    | Zuid-Afrika 225/7 (50 ov.) | Engeland 103ao (41 ov.)      | Zuid-Afrika wint met 122 runs  | The Oval, Londen, Engeland                |
| 22-05-1999    | Zimbabwe 197/9 (50 ov.)    | Sri Lanka 198/6 (46 ov.)     | Sri Lanka wint met 4 wickets   | New Road, Worcester, Engeland             |
| 23-05-1999    | India 329/2 (50 ov.)       | Kenia 235/7 (50 ov.)         | India wint met 94 runs         | Bristol, Bristol, Engeland                |
| 25-05-1999    | Zimbabwe 167/8 (50 ov.)    | Engeland 168/3 (38.3 ov.)    | Engeland wint met 7 wickets    | Trent Bridge, Nottingham, Engeland        |
| 26-05-1999    | Kenia 152ao (44.3 ov.)     | Zuid-Afrika 153/3 (41 ov.)   | Zuid-Afrika wint met 7 wickets | VRA Cricket Ground, Amstelveen, Nederland |
| 26-05-1999    | India 373/6 (50 ov.)       | Sri Lanka 216ao (42.3 ov.)   | India wint met 157 runs        | County Ground, Taunton, Engeland          |
| 29/30-05-1999 | India 232/8 (50 ov.)       | Engeland 169ao (45.2 ov.)    | India wint met 63 runs         | Edgbaston, Birmingham, Engeland           |
| 29-05-1999    | Zimbabwe 233/6 (50 ov.)    | Zuid-Afrika 185ao (47.2 ov.) | Zimbabwe wint met 48 runs      | County Ground, Chelmsford, Engeland       |
| 30-05-1999    | Sri Lanka 275/8 (50 ov.)   | Kenia 230/6 (50 ov.)         | Sri Lanka wint met 45 runs     | County Ground, Southampton, Engeland      |

### Groep B
| Team          | Pnt | Wd | W | V | NR | T | NRR   | PCF |
| ------------- | --- | -- | - | - | -- | - | ----- | --- |
| Pakistan      | 8   | 5  | 4 | 1 | 0  | 0 | 0.51  | 4   |
| Australië     | 6   | 5  | 3 | 2 | 0  | 0 | 0.73  | 0   |
| Nieuw-Zeeland | 6   | 5  | 3 | 2 | 0  | 0 | 0.58  | 2   |
| West-Indië    | 6   | 5  | 3 | 2 | 0  | 0 | 0.50  | N/A |
| Bangladesh    | 4   | 5  | 2 | 3 | 0  | 0 | -0.52 | N/A |
| Schotland     | 0   | 5  | 0 | 5 | 0  | 0 | -1.93 | N/A |

| 16-05-1999 | Schotland 181/7 (50 ov.)       | Australië 182/4 (44.5 ov.)     | Australië wint met 6 wickets     | County Ground, Worcester, Engeland            |
| 16-05-1999 | Pakistan 229/8 (50 ov.)        | West-Indië 202ao (48.5 ov.)    | Pakistan wint met 27 runs        | County Ground, Bristol, Engeland              |
| 17-05-1999 | Bangladesh 116ao (37.4 ov.)    | Nieuw-Zeeland 117/4 (33 ov.)   | Nieuw-Zeeland wint met 6 wickets | County Ground, Chelmsford, Engeland           |
| 20-05-1999 | Australië 213/8 (50 ov.)       | Nieuw-Zeeland 214/5 (45.2 ov.) | Nieuw-Zeeland wint met 5 wickets | Sophia Gardens, Cardiff, Wales                |
| 20-05-1999 | Pakistan 261/6 (50 ov.)        | Schotland 167ao (38.5 ov.)     | Pakistan wint met 94 Runs        | Riverside Ground, Chester-le-Street, Engeland |
| 21-05-1999 | Bangladesh 182ao (49.2 ov.)    | West-Indië 183/3 (46.3 ov.)    | West-Indië wint met 7 wickets    | Castle Avenue, Dublin, Ierland                |
| 23-05-1999 | Pakistan 275/8 (50 ov.)        | Australië 265ao (49.5 ov.)     | Pakistan wint met 10 runs        | Headingley, Leeds, Engeland                   |
| 24-05-1999 | Bangladesh 185/9 (50 ov.)      | Schotland 163ao (46.2 ov.)     | Bangladesh wint met 22 Runs      | Raeburn Place, Edinburgh, Schotland           |
| 24-05-1999 | Nieuw-Zeeland 156ao (48.1 ov.) | West-Indië 158/3 (44.2 ov.)    | West-Indië wint met 7 wickets    | County Ground, Southampton, Engeland          |
| 27-05-1999 | Bangladesh 178/7 (50 ov.)      | Australië 181/3 (19.5 ov.)     | Australië wint met 7 wickets     | Riverside Ground, Chester-le-Street, Engeland |
| 27-05-1999 | Schotland 68ao (31.3 ov.)      | West-Indië 70/2 (10.1 ov.)     | West-Indië wint met 8 wickets    | Grace Road, Leicester, Engeland               |
| 28-05-1999 | Pakistan 269/8 (50 ov.)        | Nieuw-Zeeland 207/8 (50 ov.)   | Pakistan wint met 62 runs        | County Ground, Derby, Engeland                |
| 30-05-1999 | West-Indië 110ao (46.4 ov.)    | Australië 111/4 (40.4 ov.)     | Australië wint met 6 wickets     | Old Trafford, Manchester, Engeland            |
| 31-05-1999 | Bangladesh 223/9 (50 ov.)      | Pakistan 161ao (44.3 ov.)      | Bangladesh wint met 62 runs      | County Ground, Northampton, Engeland          |
| 31-05-1999 | Schotland 121ao (42.1 ov.)     | Nieuw-Zeeland 123/4 (17.5 ov.) | Nieuw-Zeeland wint met 6 wickets | Raeburn Place, Edinburgh, Schotland           |

## Tweede ronde (Super Six)
De resultaten uit de eerste ronde tegen teams die zich ook voor de tweede ronde plaatsen, werden meegenomen in de tweede ronde
| Team          | Pnt | Wd | W | V | NR | T | NRR   | PCF |
| ------------- | --- | -- | - | - | -- | - | ----- | --- |
| Pakistan      | 6   | 5  | 3 | 2 | 0  | 0 | 0.65  | 4   |
| Australië     | 6   | 5  | 3 | 2 | 0  | 0 | 0.36  | 0   |
| Zuid-Afrika   | 6   | 5  | 3 | 2 | 0  | 0 | 0.17  | 2   |
| Nieuw-Zeeland | 5   | 5  | 2 | 2 | 1  | 0 | -0.52 | 2   |
| Zimbabwe      | 5   | 5  | 2 | 2 | 1  | 0 | -0.79 | 4   |
| India         | 2   | 5  | 1 | 4 | 0  | 0 | -0.15 | 0   |

| 4-06-1999  | Australië 282/6 (50 ov.)     | India 205ao (48.2 ov.)         | Australië wint met 77 runs       | The Oval, Londen, Engeland           |
| 5-06-1999  | Pakistan 220/7 (50 ov.)      | Zuid-Afrika 221/7 (49 ov.)     | Zuid-Afrika wint met 3 wickets   | County Ground, Northampton, Engeland |
| 6-06-1999  | Nieuw-Zeeland 70/3 (15 ov.)  | Zimbabwe 175ao (49.3 ov.)      | "No result" door hevige regen    | Headingley, Leeds, Engeland          |
| 8-06-1999  | India 227/6 (50 ov.)         | Pakistan 180ao (45.3 ov.)      | India wint met 47 runs           | Old Trafford, Manchester, Engeland   |
| 9-06-1999  | Australië 303/4 (50 ov.)     | Zimbabwe 259/6 (50 ov.)        | Australië wint met 44 runs       | Lord's, Londen, Engeland             |
| 10-06-1999 | Nieuw-Zeeland 213/8 (50 ov.) | Zuid-Afrika 287/5 (50 ov.)     | Zuid-Afrika wint met 74 runs     | Edgbaston, Birmingham, Engeland      |
| 11-06-1999 | Pakistan 271/9 (50 ov.)      | Zimbabwe 123ao (40.3 ov.)      | Pakistan wint met 148 runs       | The Oval, Londen, Engeland           |
| 12-06-1999 | India 251/6 (50 ov.)         | Nieuw-Zeeland 253/5 (48.2 ov.) | Nieuw-Zeeland wint met 5 wickets | Trent Bridge, Nottingham, Engeland   |
| 13-06-1999 | Australië 272/5 (49.4 ov.)   | Zuid-Afrika 271/7 (50 ov.)     | Australië wint met 5 wickets     | Headingley, Leeds, Engeland          |

## Halve finale
| 16-06-1999 | Nieuw-Zeeland 241/7 (50 ov.) | Pakistan 242/1 (47.3 ov.)    | Pakistan wint met 9 wickets | Old Trafford, Manchester, Engeland |
| 17-06-1999 | Australië 213ao (49.2 ov.)   | Zuid-Afrika 213ao (49.4 ov.) | Gelijkspel                  | Edgbaston, Birmingham, Engeland    |

Australië gaat door op basis van de eindstand in de Super Six.

## Finale
| 20-06-1999 | Pakistan 132ao (39 ov.) | Australië 133/2 (20.1 ov.) | Australië wint met 8 wickets | Lord's, Londen, Engeland |

Regulier wereldkampioenschap (One Day International)
Wereldkampioenschap Twenty20

Wereldkampioenschap testcricket